# Yannic Becker
Yannic Becker (* 20. September 1988 in Karlsruhe) ist ein deutscher Schauspieler.

## Werdegang
Yannic Becker wurde in Karlsruhe geboren und wuchs in Baden-Baden auf. Nach Abitur und Grundwehrdienst absolvierte er eine Hotelfachausbildung auf Sylt. Im Anschluss daran begann er ein Studium der Angewandten Medien in Frankfurt am Main, welches er 2016 mit dem Bachelor of Arts abschloss.
Daraufhin zog er nach Köln, um zunächst als Aufnahmeleitungsassistenz beim Scripted Reality Format „Auf Streife – Die Spezialisten“ im Auftrag von Sat.1 zu arbeiten. Von 2016 bis 2018 ließ er sich an der Film Acting School Cologne zum Schauspieler ausbilden und verließ diese mit dem Abschluss „Bühnenreife“.
Nach ersten kleineren Auftritten in Film und Fernsehen, unter anderem im Dokumentarfilm „Herr von Bohlen privat“, der ARTE Webserie „Marie meets Marx“ oder der Fernsehserie „Blockbustaz“, spielt Becker aktuell die wiederkehrende Rolle des Mirko in der SWR Webvideo Serie „Patchwork Gangsta“ und ist parallel dazu im Ensemble des Tourtheaters „Original Gruseldinner“ in mehreren Rollen zu sehen.
Becker lebt und arbeitet in Köln.

## Filmografie
- 2015: Herr von Bohlen privat
- 2017: Gotteslachse (Kurzfilm)
- 2017: Blockbustaz (Fernsehserie; Folge: Hochzeit)[5]
- 2018: Marie meets Marx (Webserie)[6]
- 2018: Esperanzas oder Was uns verbindet
- 2018: Die Ironie des Egos (Kurzfilm)
- 2018: Patchwork Gangsta (Webserie)[7]
- 2021: Goldjungs

## Bücher
- Szenemarketing Fanzeitschriften: Kundenbindung und Erfolgsfaktoren von modernem Community Building. Grin, 2018, ISBN 978-3-668-62716-1.